# Nelson Flórez
Nelson Alfonso Flórez (nació el 1 de marzo de 1974 en la ciudad de Bogotá) más conocido como El Rolo Flórez es un exfutbolista y entrenador colombiano. Actualmente no dirige.

## Formación académica
Tras el retiro como futbolista, Nelson retomó sus estudio, siendo en la actualidad egresado de la Fundación Universitaria del Área Andina como Profesional en Entrenamiento Deportivo.

## Jugador
Nelson "El Rolo" Flórez nació en la ciudad de Bogotá, la capital de Colombia, en una familia de clase media que no tenía ninguna tradición 
deportiva. A corta edad empezó a jugar al fútbol y a los 13 años ingresó a las divisiones inferiores de Independiente Santa Fe, club del cual se considera hincha, y con el que debutó como profesional en 1993 a los 19 años.

### Independiente Santa Fe
El técnico argentino Roberto Perfumo, lo hizo debutar en un partido contra el Once Philips. Después, Flórez se fue volviendo un titular en el cuadro cardenal teniendo grandes partidos, y convirtiéndose en un jugador importante de la institución albirroja. Su primera etapa en Santa Fe, fue buena, ya que en la mayoría del tiempo jugó como titular fuera tanto como lateral por la derecha como defensa central. En 1996, Flórez hizo parte del equipo que llegó a la final de la Copa Conmebol de 1996, donde el cuadro cardenal fue subcampeón del torneo sudamericano. Tras 4 años en el equipo de sus amores, Nelson dejó a Santa Fe para irse a jugar al Atlético Nacional de Medellín.

### Nacional, Millonarios, Pereira y Pasto
Después de jugar en Santa Fe, el jugador bogotano jugó en Atlético Nacional, donde no tuvo oportunidades, por lo que pasó a Millonarios el otro equipo grande de su ciudad natal, donde duró un tiempo y logró a jugar más de 20 partidos. Luego, pasó al Deportivo Pereira donde jugó buenos partidos y pasó al Deportivo Pasto donde tuvo una buena temporada llegando a las semifinales del torneo colombiano. 

### Vuelta a Santa Fe
En enero del 2005, Nelson "El rolo" Flórez, regresó al equipo de sus amores, por pedido del técnico Germán "Basílico" González. Ese año, sería titular y uno de los jugadores destacados del equipo, que llegó a la final del Torneo Apertura, donde Santa Fe fue subcampeón siendo para Nelson su segunda final con el conjunto albirrojo. En diciembre, tras un gran año, se fue al Cúcuta Deportivo.

### Cúcuta Deportivo
En el 2006, llegó a jugar al Cúcuta Deportivo. En el equipo "Motilón" empezó la mejor etapa de su carrera como futbolista ya que, se convirtió un jugador importante siendo fundamental para el juego del equipo, y además ganó el Torneo Finalización, siendo uno de los referentes de la nómina. En el 2007, el bogotano jugaría su primera Copa Libertadores, donde el Cúcuta sería semifinalista del torneo continental, teniendo la mejor participación en su historia. Tras un gran año, en el 2008 jugaría nuevamente la Libertadores, y volvería a tener un gran año, y se convierte en uno de los ídolos de la afición. Tras unos grandes años, Nelson dejaría al Cúcuta Deportivo donde disputó 102 partidos y convirtió 2 goles para volver a su ciudad natal a pedido del Chamo Serna para jugar en el Academia Fútbol Club de la Categoría Primera B donde se retiraría del fútbol profesional en el 2010 luego de 17 años de actividad.

## Selección nacional
El Rolo fue convocado por el entrenador Reinaldo Rueda para disputar con la Selección de fútbol de Colombia la Copa Mundial de Fútbol Sub-20 de 1993. En dicho certamen compartió con varios jugadores que llegar al profesionalismo como: Juan Carlos Quintero, Arley Dinas, Ferry Zambrano, Nixon Perea, Leonardo Fabio Moreno, Arley Betancourth y Jersson González.

## En la dirección técnica

### Formador y asistente
El 1 de agosto de 2013 empezó a dirigir al Divisiones menores de Independiente Santa Fe cargo que ocupó hasta finales de 2015.
Desde comienzos del 2016 dirige el equipo sub-21 de Millonarios FC que participa en la Liga de Bogotá. El 14 de noviembre de 2016 Nelson levanta su primer título como entrenador al consagrarse junto con sus dirigidos (Millonarios sub-21) campeones de la Liga de Bogotá 2016 en la popular cancha de La Morena.
Para 2018 su excelente trabajo realizado en las categorías menores le vale para que paralelamente a su trabajo en Millonarios, Arturo Reyes lo lleve como asistente técnico a la Selección de fútbol sub-20 de Colombia.

### Fortaleza CEIF y Barranquilla FC
En diciembre de 2020, debuta como entrenador en el profesionalismo al servicio del Fortaleza CEIF, donde esta con un buen rendimiento hasta el 22 de noviembre de 2022. Ese mismo día es oficializado en el Barranquilla FC donde se mantiene hasta el 28 de marzo de 2025.

## Clubes

### Como jugador
| Club                         | Div.          | Temporada            | Liga  | Liga  | Internacionales | Internacionales | Total | Total |
| Club                         | Div.          | Temporada            | Part. | Goles | Part.           | Goles           | Part. | Goles |
| ---------------------------- | ------------- | -------------------- | ----- | ----- | --------------- | --------------- | ----- | ----- |
| Santa Fe · Colombia          | 1.ª           | 1993-98, 2001 y 2005 | 42    | 1     | 6               | 0               | 48    | 1     |
| Millonarios · Colombia       | 1.ª           | 1999                 | 16    | 2     | -               | -               | 16    | 2     |
| Atlético Nacional · Colombia | 1.ª           | 1999-00              | 31    | 3     | 6               | 0               | 37    | 3     |
| Deportivo Pasto · Colombia   | 1.ª           | 2001 y 2004          | 48    | 1     | -               | -               | 48    | 1     |
| Deportivo Pereira · Colombia | 1.ª           | 2002-03              | 33    | 1     | -               | -               | 33    | 1     |
| Cúcuta Deportivo · Colombia  | 1.ª           | 2006-08              | 89    | 2     | 12              | 0               | 101   | 2     |
| Academia · Colombia          | 2.ª           | 2009-10              | 18    | 5     | -               | -               | 18    | 5     |
| Total carrera                | Total carrera | Total carrera        | 277   | 15    | 24              | 0               | 301   | 15    |

#### Selección
| Selección                | Año                      | Partidos | Goles |
| ------------------------ | ------------------------ | -------- | ----- |
| Colombia Sub-20          | 1993                     | 2        | 0     |
| Total Selección Colombia | Total Selección Colombia | 2        | 0     |

### Como asistente
| Club             | País     | Año         | Asistente de |
| ---------------- | -------- | ----------- | ------------ |
| Selección Mayor  | Colombia | 2018        | Arturo Reyes |
| Selección Sub-21 | Colombia | 2018        | Arturo Reyes |
| Selección Sub-20 | Colombia | 2018 - 2020 | Arturo Reyes |
| Selección Sub-23 | Colombia | 2019 - 2020 | Arturo Reyes |

### Como formador
| Club        | País     | Año       |
| ----------- | -------- | --------- |
| Santa Fe    | Colombia | 2013-2015 |
| Millonarios | Colombia | 2016-2020 |

### Como entrenador
| Fortaleza CEIF · Colombia     | 2.ª                 | 2021                | 42  | 19 | 10 | 13 | 2  | 0 | 1 | 1 | - | - | - | - | - | - | - | - | 44  | 19 | 11 | 14 | 51.51% |
| Fortaleza CEIF · Colombia     | 2.ª                 | 2022                | 42  | 19 | 13 | 10 | 6  | 2 | 2 | 2 | - | - | - | - | - | - | - | - | 48  | 21 | 15 | 12 | 54.17% |
| Fortaleza CEIF · Colombia     | Total               | Total               | 84  | 38 | 23 | 23 | 8  | 2 | 3 | 3 | 0 | 0 | 0 | 0 | 0 | 0 | 0 | 0 | 92  | 40 | 26 | 26 | 52.54% |
| Barranquilla F. C. · Colombia | 2.ª                 | 2023                | 38  | 13 | 9  | 16 | 2  | 0 | 1 | 1 | - | - | - | - | - | - | - | - | 40  | 13 | 10 | 17 | 40.83% |
| Barranquilla F. C. · Colombia | 2.ª                 | 2024                | 32  | 10 | 10 | 12 | 2  | 0 | 1 | 1 | - | - | - | - | - | - | - | - | 34  | 10 | 11 | 13 | 40.19% |
| Barranquilla F. C. · Colombia | 2.ª                 | 2025                | 8   | 1  | 1  | 6  | 0  | 0 | 0 | 0 | - | - | - | - | - | - | - | - | 8   | 1  | 1  | 6  | 16.67% |
| Barranquilla F. C. · Colombia | Total               | Total               | 78  | 24 | 20 | 34 | 4  | 0 | 2 | 2 | 0 | 0 | 0 | 0 | 0 | 0 | 0 | 0 | 82  | 24 | 22 | 36 | 38.21% |
| Total en su carrera           | Total en su carrera | Total en su carrera | 162 | 62 | 43 | 57 | 12 | 2 | 5 | 5 | 0 | 0 | 0 | 0 | 0 | 0 | 0 | 0 | 174 | 64 | 48 | 62 | 45.98% |
| 1. 2.                         |                     |                     |     |    |    |    |    |   |   |   |   |   |   |   |   |   |   |   |     |    |    |    |        |

## Palmarés

### Como jugador
| Título              | Equipo           | Sede     | Año  |
| ------------------- | ---------------- | -------- | ---- |
| Torneo Finalización | Cúcuta Deportivo | Colombia | 2006 |

### Como asistente
| Título                  | Equipo                    | Sede         | Año  |
| ----------------------- | ------------------------- | ------------ | ---- |
| Torneo Odesur de Fútbol | Selección Colombia Sub-20 | Cochabamba   | 2018 |
| Juegos Centro/Caribe    | Selección Colombia Sub-21 | Barranquilla | 2018 |

### Como entrenador
| Título                   | Equipo        | Sede     | Año  |
| ------------------------ | ------------- | -------- | ---- |
| Liga de Fútbol de Bogotá | Millonarios B | Colombia | 2016 |